# Marion Platta

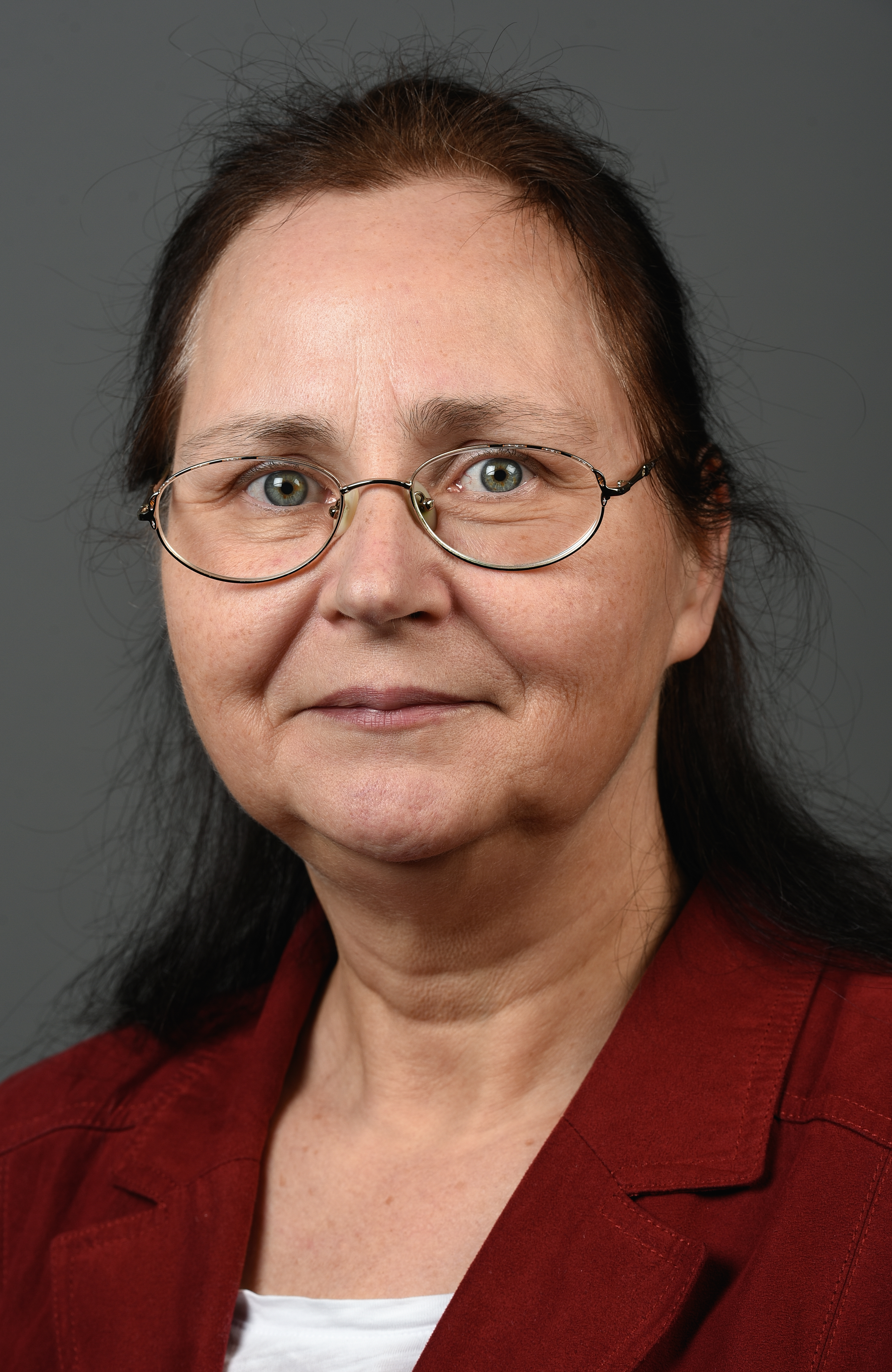
Marion Platta, 2017

Marion Platta (* 15. Oktober 1960 in Berlin) ist eine deutsche Politikerin der Partei Die Linke. Von 2006 bis 2021 war sie Abgeordnete des Berliner Abgeordnetenhauses.

## Leben
Marion Platta machte 1977 bis 1980 eine Berufsausbildung (Betonwerker) mit Abitur. 1980 bis 1984 studierte sie an der Ingenieurhochschule Cottbus und schloss das Studium mit dem Abschluss als Dipl.-Ing. ab. 1984 bis 1990 war sie als Bauingenieurin im VEB Projektierung im WBK Berlin tätig. Nach der Wende war sie 1990 bis 2003 als Bauingenieurin in der hopro GmbH tätig. Nach einer Zusatzausbildung zur Gebäudeenergieberaterin 2004 war sie arbeitslos und ab 2005 selbständig.

## Politik
1987 bis 1990 war Marion Platta Mitglied der SED, danach der PDS bzw. der Linken. Seit 1989 war sie Mitglied der Bezirksverordnetenversammlung Lichtenberg. 2006, 2011 und 2016 wurde sie direkt im Wahlkreis Lichtenberg 3 in das Abgeordnetenhaus gewählt. Dort war sie Mitglied im Ausschuss für Umwelt, Verkehr, Klimaschutz, im Ausschuss für Bürgerschaftliches Engagement und Partizipation und im Ausschuss für Wissenschaft und Forschung. Sie fungierte als umweltpolitische Sprecherin ihrer Fraktion. Dem 2021 gewählten Abgeordnetenhaus gehört sie nicht mehr an.